# Туапа
Туапа (англ. Tuapa) — одне з чотирнадцяти сіл Ніуе. Розташоване на північному заході острова між Макефу та Намукулу, на відстані десятихвилинної автомобільної поїздки від Алофі.
Населення села за переписом 2017 року становило 112 осіб, порівняно з 97 у 2011 році.